# Råby, Västerås
Råby  är ett  bostadsområde och en stadsdel i västra Västerås. Området avgränsas av Riksväg 66 (Surahammarsvägen), E18 och Narvavägen. I söder gränsar området till Hammarby.
Avståndet till Västerås centrum är cirka 3,5 km. Området trafikeras av VLs rosa busslinje nr 3.

## Historia
Området har varit bebott sedan bronsåldern.
Tidigare kallades området, där Råby ligger idag, för Kumla (Kumbla) som kommer från ordet kummel (gravkummel). Kumla ägdes av staten och delades på 1800-talet upp i tre delar. En av delarna blev uppköpt av en köpman, Fredric Langenberg. Huset som byggdes på den platsen namngavs till Fredriksberg. Kumla bondgård låg där Fredriksbergsskolan idag ligger och på den platsen utgrävde Eva Simonsson 1969 flera gravfält. Namnet Råby börjar dyka upp under vikingatiden och betyder ungefär "bygget utanför rågången", där rågången var gränsen mot Kumla. Längre fram i tiden fick bondgården Råby tillnamnet Garp och på en karta från 1795 heter platsen Garp-Råby men den kan ha hetat så längre tillbaks.
Området bebyggdes på 1960-talet, och har en i huvudsak homogen bebyggelse av flerfamiljshus. Många av husen byggdes i det omfattande miljonprogrammet. På senare år har dock det kommunala bostadsbolaget Mimer uppfört radhus i syfte att diversifiera. Det finns elljusspår, ishockeyrink, fotbollsplaner och liknande. Stadsdelscentrumet genomgick år 2001 en omfattande ombyggnad, och har bland annat fått ett nytt bibliotek. Den övriga servicen består bland annat av en matvarubutik, öppen förskola, närbutiker, restaurang, frisersalong, körskola samt en ungdomsgård.
Området avgränsas av E18, Narvavägen, södra delen av Råbyskogen och Surahammarsvägen. Angränsande stadsdelar är i öster Vetterslund och Vetterstorp, i söder Hammarby och i väster Bäckby.
Fotbollsklubben IK Franke som fostrat landslagsspelare som Gary Sundgren, Pontus Kåmark och Victor Nilsson Lindelöf har hemvist på Råby IP på Råby. 
Råby är ett av de bostadsområden i Västerås där polisen tidigare bedömde att kriminaliteten var som mest påtaglig.